# 京極高知
京極 高知（きょうごく たかとも）は、安土桃山時代から江戸時代前期にかけての大名。丹後国宮津藩（宮津城）初代藩主。高知流京極家の祖。

## 生涯
室町幕府の侍所の長官に成れる家柄で出雲・飛騨守護を務める名門京極氏の京極高吉の次男として近江北部に生まれた。早くから豊臣秀吉に仕え、その功により羽柴姓を許された。

### 信濃の戦国大名
文禄2年（1593年）、義父毛利秀頼の遺領を（秀頼の実子秀秋を差し置いて）任され、信濃飯田城主として6万石を領し、従四位下・侍従に任ぜられた。また、領内にキリスト教の布教を許可し、のちに自身もキリシタンとなっている。
文禄3年（1594年）、戦功により10万石に加増される。
秀吉死後は徳川家康に接近し、慶長5年（1600年）には岐阜城攻めに参戦し、関ヶ原の戦いでは平塚為広ら大谷吉継隊に対して藤堂高虎と共に戦うなどの戦功を挙げた。

### 丹後国主
戦後は丹後一国12万3000石を与えられ、国持大名として京極丹後守を称し丹後藩初代藩主となった。田辺城に入城後、宮津城に拠点を移す。
その後、丹後藩の領地は嫡男・高広、三男・高三、甥で婿養子の高通の3人に分封し、宮津藩・田辺藩・峰山藩の3つに分割された。嫡流は宮津7万8200石の領主となったが、3代で改易となる。その後、嫡流子孫は江戸幕府の高家として取り立てられ、幕末まで続く。
田辺藩京極家は3代で丹後田辺から但馬国豊岡へ転封となった。峰山藩京極家は幕末まで転封もなく高知以来の丹後の領地を守り抜き、幾人もの若年寄を出すなど譜代格の大名として処遇され幕政にも参画する重要な家となった。

## 系譜
- 父：京極高吉（1504年 - 1581年）
- 母：京極マリア（1542年? - 1618年） - 浅井久政次女
- 正室：津田信澄の娘
- 継室：毛利秀頼の娘
  - 女子：常子 - 八条宮智仁親王妃。八条宮智忠親王の母。
- 室：惣持院
  - 女子：多賀大膳室 - のち可児友方室。
  - 次男：京極高広（1599年 - 1677年）
  - 女子：浅井長好室
  - 女子：京極高通正室。
- 室：竹原氏
  - 三男：京極高三（1607年 - 1636年）
  - 女子：京極高三養女 - 出羽国本荘藩主六郷政勝正室。次代藩主六郷政信の母。
- 室：各務氏
  - 五男：田中満吉（1616年 - 1662年） - 20の時の1635年に三代将軍徳川家光に拝謁し、稟米1000俵を与えられ幕臣交代寄合。書院番士に列し、子の高稙が相続し、孫の高久の時に蔵米から知行1千石に改められ、京極姓に復した。旗本京極伝之助家。高久-高壽-高儔-高丘-高貞
  - 女子：沢良政室
- 生母不明の子女
  - 女子：羽柴（長谷川）長吉[1]室
  - 女子：落合守重室
  - 女子：氏家行久室
  - 女子：有馬某室
  - 女子：石束某室
- 養子
  - 男子：京極高通（1603年 - 1666年） - 朽木宣綱の次男、母は高知の姉妹（洗礼名マグダレナ）

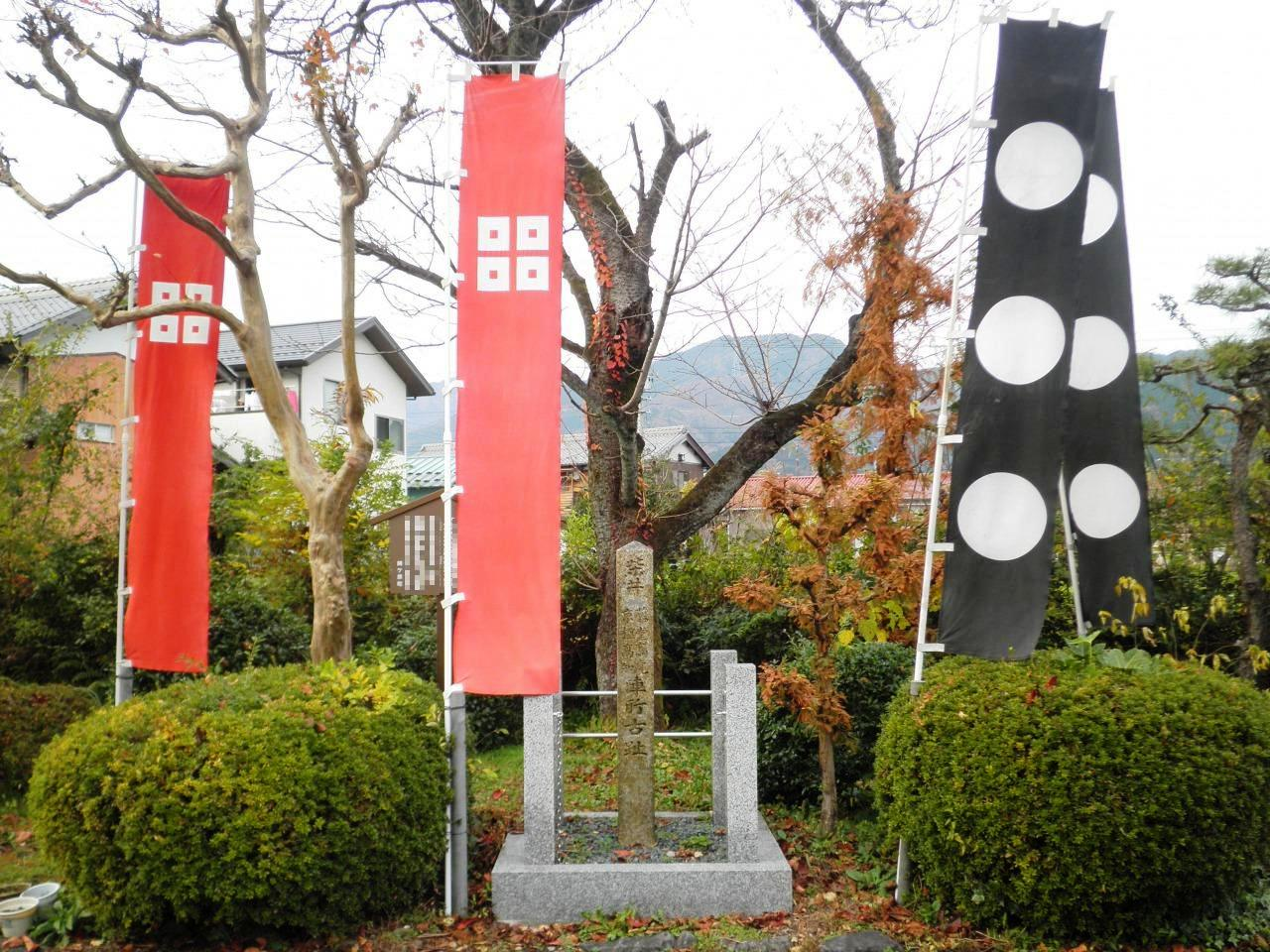
関ヶ原の戦いの藤堂高虎・京極高知陣跡（岐阜県不破郡関ケ原町）

## 登場作品
テレビドラマ
- 『葵 徳川三代』（2000年、演：大橋吾郎）